# CIC-Mont Ventoux 2023
Le CIC - Mont Ventoux est la 5e édition de cette course et la première sous cette appellation. Précédemment elle se nommait Mont Ventoux Dénivelé Challenges. Cette édition fait partie du calendrier UCI ProSeries 2023.

## Équipes
Le CIC - Mont Ventoux est ouvert aux WorldTeams dans la limite de 50 % des équipes participantes, aux équipes continentales professionnelles, aux équipes continentales et aux équipes nationales.
Dix-huit équipes participent à cette course : six WorldTeams, sept équipes continentales professionnelles et cinq équipes continentales.
| WorldTeams (6)- AG2R Citroën Team - Cofidis - EF Education-EasyPost - Groupama-FDJ - Movistar Team - Arkéa-Samsic ProTeams (7)- Burgos-BH - Caja Rural-Seguros RGA - Equipo Kern Pharma - Euskaltel-Euskadi - Israel-Premier Tech - TotalEnergies - Uno-X Pro Cycling Team Équipes continentales (3)- CIC U Nantes Atlantique - Electro Hiper Europa - Nice Métropole Côte d'Azur |
| |

## Parcours de la course
En raison de mauvaises conditions météorologiques, le matin de la course, l'organisation indique que l'arrivée se fera au premier passage.
C'est-à-dire que le parcours, comme les années précédentes, part de Vaison-la-Romaine, franchit le col de la Madeleine et le col de la Gabelle. L'ascension au mont Ventoux se fait en venant de Sault, via Monieux et les gorges de la Nesque, pour une arrivée jugée au sommet.

## Classement final
| \| Classement général \| Classement général \| Classement général \| Classement général \| Classement général \| \| Coureur \| Coureur \| Pays \| Équipe \| Temps \| \| ------------------ \| ---------------------- \| ------------------ \| --------------------- \| ------------------ \| \| 1er \| Lenny Martinez \| France \| Groupama-FDJ \| 2 h 48 min 41 s \| \| 2e \| Michael Woods \| Canada \| Israel-Premier Tech \| + 1 s \| \| 3e \| Simon Carr \| Royaume-Uni \| EF Education-EasyPost \| + 1 s \| \| 4e \| Cristian Rodríguez \| Espagne \| Arkéa-Samsic \| + 1 s \| \| 5e \| Clément Champoussin \| France \| Arkéa-Samsic \| + 13 s \| \| 6e \| Iván Sosa \| Colombie \| Movistar Team \| + 14 s \| \| 7e \| Domenico Pozzovivo \| Italie \| Israel-Premier Tech \| + 15 s \| \| 8e \| Valentin Paret-Peintre \| France \| AG2R Citroën Team \| + 20 s \| \| 9e \| Diego Camargo \| Colombie \| EF Education-EasyPost \| + 22 s \| \| 10e \| Mikel Bizkarra \| Espagne \| Euskaltel-Euskadi \| + 29 s \| |                        |             |                       |                 |
| |                        |             |                       |                 |
| Source : ProCyclingStats |                        |             |                       |                 |
| Classement général |                        |             |                       |                 |
| Coureur | Coureur                | Pays        | Équipe                | Temps           |
| 1er | Lenny Martinez         | France      | Groupama-FDJ          | 2 h 48 min 41 s |
| 2e | Michael Woods          | Canada      | Israel-Premier Tech   | + 1 s           |
| 3e | Simon Carr             | Royaume-Uni | EF Education-EasyPost | + 1 s           |
| 4e | Cristian Rodríguez     | Espagne     | Arkéa-Samsic          | + 1 s           |
| 5e | Clément Champoussin    | France      | Arkéa-Samsic          | + 13 s          |
| 6e | Iván Sosa              | Colombie    | Movistar Team         | + 14 s          |
| 7e | Domenico Pozzovivo     | Italie      | Israel-Premier Tech   | + 15 s          |
| 8e | Valentin Paret-Peintre | France      | AG2R Citroën Team     | + 20 s          |
| 9e | Diego Camargo          | Colombie    | EF Education-EasyPost | + 22 s          |
| 10e | Mikel Bizkarra         | Espagne     | Euskaltel-Euskadi     | + 29 s          |

## Classements UCI
La course attribue des points au Classement mondial UCI 2023 selon le barème suivant :
| Position   | 1er | 2e  | 3e  | 4e  | 5e | 6e | 7e | 8e | 9e | 10e | 11e | 12e | 13e | 14e | 15e | 16e à 30e | 31e à 40e |
| Classement | 200 | 150 | 125 | 100 | 85 | 70 | 60 | 50 | 40 | 35  | 30  | 25  | 20  | 15  | 10  | 5         | 3         |

## Liste des participants
| Légende | Légende                                                                    | Légende | Légende                                                    |
| ------- | -------------------------------------------------------------------------- | ------- | ---------------------------------------------------------- |
| Num     | Dossard de départ porté par le coureur sur le CIC-Mont Ventoux             | Pos     | Position à l'arrivée de la course                          |
|         | Indique un maillot de champion national ou mondial, suivi de sa spécialité | NP      | Indique un coureur qui n'a pas pris le départ de la course |
| AB      | Indique un coureur qui n'a pas terminé la course                           | HD      | Indique un coureur qui a terminé la course hors des délais |
| DSQ     | Indique un coureur qui a été disqualifié de la course                      |         |                                                            |

| EF Education-EasyPost EFE | EF Education-EasyPost EFE   | EF Education-EasyPost EFE |
| ------------------------- | --------------------------- | ------------------------- |
| Num                       | Coureur                     | Pos                       |
| 1                         | Diego Camargo (COL)         | 9e                        |
| 2                         | Simon Carr (GBR)            | 3e                        |
| 3                         | Odd Christian Eiking (NOR)  | 13e                       |
| 4                         | Merhawi Kudus (ERI) (route) | 15e                       |
| 5                         | Mark Padun (UKR)            | 57e                       |
| 7                         | Georg Steinhauser (GER)     | 17e                       |

| Cofidis COF | Cofidis COF           | Cofidis COF |
| ----------- | --------------------- | ----------- |
| Num         | Coureur               | Pos         |
| 11          | Jesús Herrada (ESP)   | 12e         |
| 12          | François Bidard (FRA) | 50e         |
| 13          | Thomas Champion (FRA) | 70e         |
| 14          | José Herrada (ESP)    | 56e         |
| 15          | Harrison Wood (GBR)   | 30e         |
| 16          | Axel Mariault (FRA)   | 44e         |
| 17          | Hugo Toumire (FRA)    | 49e         |

| AG2R Citroën Team ACT | AG2R Citroën Team ACT        | AG2R Citroën Team ACT |
| --------------------- | ---------------------------- | --------------------- |
| Num                   | Coureur                      | Pos                   |
| 21                    | Alex Baudin (FRA)            | 35e                   |
| 22                    | Valentin Retailleau (FRA)    | 67e                   |
| 23                    | Paul Lapeira (FRA)           | 74e                   |
| 24                    | Valentin Paret-Peintre (FRA) | 8e                    |
| 25                    | Nicolas Prodhomme (FRA)      | 16e                   |
| 26                    | Bastien Tronchon (FRA)       | 76e                   |

| Groupama-FDJ GFC | Groupama-FDJ GFC        | Groupama-FDJ GFC |
| ---------------- | ----------------------- | ---------------- |
| Num              | Coureur                 | Pos              |
| 31               | Reuben Thompson (NZL)   | 34e              |
| 32               | Lorenzo Germani (ITA)   | 45e              |
| 33               | Lars van den Berg (NED) | 19e              |
| 34               | Lenny Martinez (FRA)    | 1er              |
| 35               | Rudy Molard (FRA)       | 28e              |
| 36               | Clément Davy (FRA)      | 91e              |
| 37               | Enzo Paleni (FRA)       | 53e              |

| Movistar Team MOV | Movistar Team MOV             | Movistar Team MOV |
| ----------------- | ----------------------------- | ----------------- |
| Num               | Coureur                       | Pos               |
| 41                | Imanol Erviti (ESP)           | 92e               |
| 42                | Abner González (PUR)          | 81e               |
| 43                | William Barta (USA)           | 51e               |
| 44                | Einer Rubio (COL)             | 25e               |
| 45                | Vinicius Rangel (BRA) (route) | 98e               |
| 46                | Sergio Samitier (ESP)         | 94e               |
| 47                | Iván Sosa (COL)               | 6e                |

| Arkéa-Samsic ARK | Arkéa-Samsic ARK          | Arkéa-Samsic ARK |
| ---------------- | ------------------------- | ---------------- |
| Num              | Coureur                   | Pos              |
| 51               | Cristian Rodríguez (ESP)  | 4e               |
| 52               | Maxime Bouet (FRA)        | 90e              |
| 53               | Clément Champoussin (FRA) | 5e               |
| 54               | Élie Gesbert (FRA)        | 22e              |
| 55               | Kévin Ledanois (FRA)      | 69e              |
| 56               | Michel Ries (LUX)         | 48e              |
| 57               | Alessandro Verre (ITA)    | 37e              |

| Israel-Premier Tech IPT | Israel-Premier Tech IPT  | Israel-Premier Tech IPT |
| ----------------------- | ------------------------ | ----------------------- |
| Num                     | Coureur                  | Pos                     |
| 61                      | Christopher Froome (GBR) | 55e                     |
| 62                      | Michael Woods (CAN)      | 2e                      |
| 63                      | Guillaume Boivin (CAN)   | 61e                     |
| 64                      | Domenico Pozzovivo (ITA) | 7e                      |
| 65                      | Matthew Riccitello (USA) | 14e                     |
| 66                      | Stephen Williams (GBR)   | 58e                     |
| 67                      | Pau Martí (ESP)          | 93e                     |

| Caja Rural-Seguros RGA CJR | Caja Rural-Seguros RGA CJR | Caja Rural-Seguros RGA CJR |
| -------------------------- | -------------------------- | -------------------------- |
| Num                        | Coureur                    | Pos                        |
| 71                         | Julen Amézqueta (ESP)      | 62e                        |
| 72                         | Abel Balderstone (ESP)     | 21e                        |
| 73                         | Jhojan García (COL)        |                            |
| 74                         | Mulu Hailemichael (ETH)    | 38e                        |
| 75                         | Calum Johnston (GBR)       | 77e                        |
| 76                         | Orluis Aular (VEN) (route) | 52e                        |
| 77                         | Josu Etxeberria (ESP)      | 96e                        |

| TotalEnergies TEN | TotalEnergies TEN      | TotalEnergies TEN |
| ----------------- | ---------------------- | ----------------- |
| Num               | Coureur                | Pos               |
| 81                | Fabien Doubey (FRA)    | 88e               |
| 82                | Sandy Dujardin (FRA)   | 79e               |
| 83                | Alan Jousseaume (FRA)  | 32e               |
| 84                | Pierre Latour (FRA)    | 29e               |
| 85                | Julien Simon (FRA)     | 75e               |
| 86                | Geoffrey Soupe (FRA)   | 80e               |
| 87                | Dries Van Gestel (BEL) | 97e               |

| Euskaltel-Euskadi EUS | Euskaltel-Euskadi EUS   | Euskaltel-Euskadi EUS |
| --------------------- | ----------------------- | --------------------- |
| Num                   | Coureur                 | Pos                   |
| 91                    | Asier Etxeberria (ESP)  | 84e                   |
| 92                    | Mikel Bizkarra (ESP)    | 10e                   |
| 93                    | Joan Bou (ESP)          | 18e                   |
| 94                    | Ibai Azurmendi (ESP)    | 26e                   |
| 95                    | Unai Cuadrado (ESP)     | 68e                   |
| 96                    | Peio Goikoetxea (ESP)   | 101e                  |
| 97                    | Enekoitz Azparren (ESP) | HD                    |

| Equipo Kern Pharma EKP | Equipo Kern Pharma EKP     | Equipo Kern Pharma EKP |
| ---------------------- | -------------------------- | ---------------------- |
| Num                    | Coureur                    | Pos                    |
| 101                    | Roger Adrià (ESP)          | 72e                    |
| 102                    | Jon Agirre (ESP)           | 31e                    |
| 103                    | Pablo Castrillo (ESP)      | 73e                    |
| 105                    | José Félix Parra (ESP)     | 27e                    |
| 106                    | Ibon Ruiz (ESP)            | 40e                    |
| 107                    | Carlos García Pierna (ESP) | 36e                    |

| Uno-X Pro Cycling Team UXT | Uno-X Pro Cycling Team UXT | Uno-X Pro Cycling Team UXT |
| -------------------------- | -------------------------- | -------------------------- |
| Num                        | Coureur                    | Pos                        |
| 111                        | Niklas Eg (DEN)            | 42e                        |
| 112                        | Jacob Hindsgaul (DEN)      | 102e                       |
| 113                        | Marcus Sander Hansen (DEN) | AB                         |
| 114                        | Ådne Holter (NOR)          | 33e                        |
| 115                        | Magnus Kulset (NOR)        | 54e                        |
| 116                        | Johannes Kulset (NOR)      | 11e                        |
| 117                        | Idar Andersen (NOR)        | AB                         |

| Burgos-BH BBH | Burgos-BH BBH          | Burgos-BH BBH |
| ------------- | ---------------------- | ------------- |
| Num           | Coureur                | Pos           |
| 121           | Pelayo Sánchez (ESP)   | 23e           |
| 122           | José Manuel Díaz (ESP) | 24e           |
| 123           | Ángel Madrazo (ESP)    | 100e          |
| 124           | Daniel Navarro (ESP)   | 39e           |
| 125           | Mario Aparicio (ESP)   | 47e           |
| 126           | Eric Fagúndez (URU)    | 64e           |

| Nice Métropole Côte d'Azur NMC | Nice Métropole Côte d'Azur NMC | Nice Métropole Côte d'Azur NMC |
| ------------------------------ | ------------------------------ | ------------------------------ |
| Num                            | Coureur                        | Pos                            |
| 131                            | Édouard Bonnefoix (FRA)        | 87e                            |
| 132                            | Tristan Delacroix (FRA)        | 95e                            |
| 133                            | Maxime Urruty (FRA)            | 83e                            |
| 134                            | Jean Goubert (FRA)             | 82e                            |
| 135                            | Julian Lino (FRA)              | 60e                            |
| 136                            | Andrea Mifsud                  | 65e                            |
| 137                            | Larry Valvasori (LUX)          | 89e                            |

| Electro Hiper Europa EHE | Electro Hiper Europa EHE        | Electro Hiper Europa EHE |
| ------------------------ | ------------------------------- | ------------------------ |
| Num                      | Coureur                         | Pos                      |
| 141                      | Mateu Estelrich (ESP)           | 78e                      |
| 142                      | Víctor Martínez (ESP)           | 63e                      |
| 143                      | José María García Soriano (ESP) | 85e                      |
| 144                      | José Luis Faura (ESP)           | 41e                      |
| 145                      | Xavier Cañellas (ESP)           | HD                       |
| 147                      | Alex Molenaar (NED)             | 43e                      |

| CIC U Nantes Atlantique UCN | CIC U Nantes Atlantique UCN | CIC U Nantes Atlantique UCN |
| --------------------------- | --------------------------- | --------------------------- |
| Num                         | Coureur                     | Pos                         |
| 151                         | Jordan Jegat (FRA)          | 46e                         |
| 152                         | Yaël Joalland (FRA)         | 20e                         |
| 153                         | Léo Danès (FRA)             | 71e                         |
| 154                         | Maël Guégan (FRA)           | 66e                         |
| 155                         | Noa Isidore (FRA)           | 86e                         |
| 156                         | Hubert Grygowski (POL)      | 99e                         |

| EF Education-EasyPost EFE | EF Education-EasyPost EFE   | EF Education-EasyPost EFE |
| ------------------------- | --------------------------- | ------------------------- |
| Num                       | Coureur                     | Pos                       |
| 1                         | Diego Camargo (COL)         | 9e                        |
| 2                         | Simon Carr (GBR)            | 3e                        |
| 3                         | Odd Christian Eiking (NOR)  | 13e                       |
| 4                         | Merhawi Kudus (ERI) (route) | 15e                       |
| 5                         | Mark Padun (UKR)            | 57e                       |
| 7                         | Georg Steinhauser (GER)     | 17e                       |

| Cofidis COF | Cofidis COF           | Cofidis COF |
| ----------- | --------------------- | ----------- |
| Num         | Coureur               | Pos         |
| 11          | Jesús Herrada (ESP)   | 12e         |
| 12          | François Bidard (FRA) | 50e         |
| 13          | Thomas Champion (FRA) | 70e         |
| 14          | José Herrada (ESP)    | 56e         |
| 15          | Harrison Wood (GBR)   | 30e         |
| 16          | Axel Mariault (FRA)   | 44e         |
| 17          | Hugo Toumire (FRA)    | 49e         |

| AG2R Citroën Team ACT | AG2R Citroën Team ACT        | AG2R Citroën Team ACT |
| --------------------- | ---------------------------- | --------------------- |
| Num                   | Coureur                      | Pos                   |
| 21                    | Alex Baudin (FRA)            | 35e                   |
| 22                    | Valentin Retailleau (FRA)    | 67e                   |
| 23                    | Paul Lapeira (FRA)           | 74e                   |
| 24                    | Valentin Paret-Peintre (FRA) | 8e                    |
| 25                    | Nicolas Prodhomme (FRA)      | 16e                   |
| 26                    | Bastien Tronchon (FRA)       | 76e                   |

| Groupama-FDJ GFC | Groupama-FDJ GFC        | Groupama-FDJ GFC |
| ---------------- | ----------------------- | ---------------- |
| Num              | Coureur                 | Pos              |
| 31               | Reuben Thompson (NZL)   | 34e              |
| 32               | Lorenzo Germani (ITA)   | 45e              |
| 33               | Lars van den Berg (NED) | 19e              |
| 34               | Lenny Martinez (FRA)    | 1er              |
| 35               | Rudy Molard (FRA)       | 28e              |
| 36               | Clément Davy (FRA)      | 91e              |
| 37               | Enzo Paleni (FRA)       | 53e              |

| Movistar Team MOV | Movistar Team MOV             | Movistar Team MOV |
| ----------------- | ----------------------------- | ----------------- |
| Num               | Coureur                       | Pos               |
| 41                | Imanol Erviti (ESP)           | 92e               |
| 42                | Abner González (PUR)          | 81e               |
| 43                | William Barta (USA)           | 51e               |
| 44                | Einer Rubio (COL)             | 25e               |
| 45                | Vinicius Rangel (BRA) (route) | 98e               |
| 46                | Sergio Samitier (ESP)         | 94e               |
| 47                | Iván Sosa (COL)               | 6e                |

| Arkéa-Samsic ARK | Arkéa-Samsic ARK          | Arkéa-Samsic ARK |
| ---------------- | ------------------------- | ---------------- |
| Num              | Coureur                   | Pos              |
| 51               | Cristian Rodríguez (ESP)  | 4e               |
| 52               | Maxime Bouet (FRA)        | 90e              |
| 53               | Clément Champoussin (FRA) | 5e               |
| 54               | Élie Gesbert (FRA)        | 22e              |
| 55               | Kévin Ledanois (FRA)      | 69e              |
| 56               | Michel Ries (LUX)         | 48e              |
| 57               | Alessandro Verre (ITA)    | 37e              |

| Israel-Premier Tech IPT | Israel-Premier Tech IPT  | Israel-Premier Tech IPT |
| ----------------------- | ------------------------ | ----------------------- |
| Num                     | Coureur                  | Pos                     |
| 61                      | Christopher Froome (GBR) | 55e                     |
| 62                      | Michael Woods (CAN)      | 2e                      |
| 63                      | Guillaume Boivin (CAN)   | 61e                     |
| 64                      | Domenico Pozzovivo (ITA) | 7e                      |
| 65                      | Matthew Riccitello (USA) | 14e                     |
| 66                      | Stephen Williams (GBR)   | 58e                     |
| 67                      | Pau Martí (ESP)          | 93e                     |

| Caja Rural-Seguros RGA CJR | Caja Rural-Seguros RGA CJR | Caja Rural-Seguros RGA CJR |
| -------------------------- | -------------------------- | -------------------------- |
| Num                        | Coureur                    | Pos                        |
| 71                         | Julen Amézqueta (ESP)      | 62e                        |
| 72                         | Abel Balderstone (ESP)     | 21e                        |
| 73                         | Jhojan García (COL)        |                            |
| 74                         | Mulu Hailemichael (ETH)    | 38e                        |
| 75                         | Calum Johnston (GBR)       | 77e                        |
| 76                         | Orluis Aular (VEN) (route) | 52e                        |
| 77                         | Josu Etxeberria (ESP)      | 96e                        |

| TotalEnergies TEN | TotalEnergies TEN      | TotalEnergies TEN |
| ----------------- | ---------------------- | ----------------- |
| Num               | Coureur                | Pos               |
| 81                | Fabien Doubey (FRA)    | 88e               |
| 82                | Sandy Dujardin (FRA)   | 79e               |
| 83                | Alan Jousseaume (FRA)  | 32e               |
| 84                | Pierre Latour (FRA)    | 29e               |
| 85                | Julien Simon (FRA)     | 75e               |
| 86                | Geoffrey Soupe (FRA)   | 80e               |
| 87                | Dries Van Gestel (BEL) | 97e               |

| Euskaltel-Euskadi EUS | Euskaltel-Euskadi EUS   | Euskaltel-Euskadi EUS |
| --------------------- | ----------------------- | --------------------- |
| Num                   | Coureur                 | Pos                   |
| 91                    | Asier Etxeberria (ESP)  | 84e                   |
| 92                    | Mikel Bizkarra (ESP)    | 10e                   |
| 93                    | Joan Bou (ESP)          | 18e                   |
| 94                    | Ibai Azurmendi (ESP)    | 26e                   |
| 95                    | Unai Cuadrado (ESP)     | 68e                   |
| 96                    | Peio Goikoetxea (ESP)   | 101e                  |
| 97                    | Enekoitz Azparren (ESP) | HD                    |

| Equipo Kern Pharma EKP | Equipo Kern Pharma EKP     | Equipo Kern Pharma EKP |
| ---------------------- | -------------------------- | ---------------------- |
| Num                    | Coureur                    | Pos                    |
| 101                    | Roger Adrià (ESP)          | 72e                    |
| 102                    | Jon Agirre (ESP)           | 31e                    |
| 103                    | Pablo Castrillo (ESP)      | 73e                    |
| 105                    | José Félix Parra (ESP)     | 27e                    |
| 106                    | Ibon Ruiz (ESP)            | 40e                    |
| 107                    | Carlos García Pierna (ESP) | 36e                    |

| Uno-X Pro Cycling Team UXT | Uno-X Pro Cycling Team UXT | Uno-X Pro Cycling Team UXT |
| -------------------------- | -------------------------- | -------------------------- |
| Num                        | Coureur                    | Pos                        |
| 111                        | Niklas Eg (DEN)            | 42e                        |
| 112                        | Jacob Hindsgaul (DEN)      | 102e                       |
| 113                        | Marcus Sander Hansen (DEN) | AB                         |
| 114                        | Ådne Holter (NOR)          | 33e                        |
| 115                        | Magnus Kulset (NOR)        | 54e                        |
| 116                        | Johannes Kulset (NOR)      | 11e                        |
| 117                        | Idar Andersen (NOR)        | AB                         |

| Burgos-BH BBH | Burgos-BH BBH          | Burgos-BH BBH |
| ------------- | ---------------------- | ------------- |
| Num           | Coureur                | Pos           |
| 121           | Pelayo Sánchez (ESP)   | 23e           |
| 122           | José Manuel Díaz (ESP) | 24e           |
| 123           | Ángel Madrazo (ESP)    | 100e          |
| 124           | Daniel Navarro (ESP)   | 39e           |
| 125           | Mario Aparicio (ESP)   | 47e           |
| 126           | Eric Fagúndez (URU)    | 64e           |

| Nice Métropole Côte d'Azur NMC | Nice Métropole Côte d'Azur NMC | Nice Métropole Côte d'Azur NMC |
| ------------------------------ | ------------------------------ | ------------------------------ |
| Num                            | Coureur                        | Pos                            |
| 131                            | Édouard Bonnefoix (FRA)        | 87e                            |
| 132                            | Tristan Delacroix (FRA)        | 95e                            |
| 133                            | Maxime Urruty (FRA)            | 83e                            |
| 134                            | Jean Goubert (FRA)             | 82e                            |
| 135                            | Julian Lino (FRA)              | 60e                            |
| 136                            | Andrea Mifsud                  | 65e                            |
| 137                            | Larry Valvasori (LUX)          | 89e                            |

| Electro Hiper Europa EHE | Electro Hiper Europa EHE        | Electro Hiper Europa EHE |
| ------------------------ | ------------------------------- | ------------------------ |
| Num                      | Coureur                         | Pos                      |
| 141                      | Mateu Estelrich (ESP)           | 78e                      |
| 142                      | Víctor Martínez (ESP)           | 63e                      |
| 143                      | José María García Soriano (ESP) | 85e                      |
| 144                      | José Luis Faura (ESP)           | 41e                      |
| 145                      | Xavier Cañellas (ESP)           | HD                       |
| 147                      | Alex Molenaar (NED)             | 43e                      |

| CIC U Nantes Atlantique UCN | CIC U Nantes Atlantique UCN | CIC U Nantes Atlantique UCN |
| --------------------------- | --------------------------- | --------------------------- |
| Num                         | Coureur                     | Pos                         |
| 151                         | Jordan Jegat (FRA)          | 46e                         |
| 152                         | Yaël Joalland (FRA)         | 20e                         |
| 153                         | Léo Danès (FRA)             | 71e                         |
| 154                         | Maël Guégan (FRA)           | 66e                         |
| 155                         | Noa Isidore (FRA)           | 86e                         |
| 156                         | Hubert Grygowski (POL)      | 99e                         |

## Droits de diffusion
Dû au parcours raccourci, l'épreuve a été diffusée en différé par la chaîne L'Équipe.